# Marta-japonesa
Marta-japonesa (Martes melampus) é uma espécie de mustelídeo do gênero Martes e uma das espécies de martas existentes.
É mais relacionada a zibelina e inclusive é sua parente mais próxima,ambas compartilham diversas características físicas comportamentais.

## Alimentação
São seres ornívoros,sendo um dos únicos mustelídeos com tal alimentação. É um animal que consome frutas mas é uma devodora de passaros e esquilos.
mas também consome peixes e anfíbios dada a oportunidade.

## Reprodução
sua reprodução é entre março e períodos de maio,a fêmea procura árvores ou tocas abandonadas para ter seus filhotes que costuma ser de 2 a 5 filhotes.
O desenvolvimento dos mesmos é rápido,com 3-4 meses de idade as jovens martas já tem uma independência elevada e já podem caçar sozinhas,a maturidade é atingida em 1 ou 2 anos.
O tempo de vida é desconhecido,mas o mais velho exemplar viveu 12 anos em cativeiro.

## Predadores
A marta-japonesa não possue predadores,é um superpredador de pequeno porte.